# Onfalitis del recién nacido
Se denomina onfalitis del recién nacido a una infección del ombligo de los bebés recién nacidos.
La ocurrencia de la onfalitis es baja, siendo de aproximadamente el 0.7 % en los bebés nacidos en países desarrollados, y elevándose hasta el 2.3 % en el caso de países en desarrollo.[cita requerida]
Tras el parto se debe cortar el cordón umbilical. El colgajo resultante puede sufrir una infección. Los vasos sanguíneos que quedan expuestos al ambiente pueden ser una puerta de entrada de gérmenes al organismo.
En promedio, la onfalitis se presenta hacia el tercer día de vida del bebé.

## Síntomas
El síntoma más evidente es un olor desagradable en el ombligo. Otros síntomas son un cordón umbilical anormalmente húmedo, con secreciones purulentas o turbias. También se puede producir un eritema del ombligo (o sea, enrojecimiento de la piel alrededor del ombligo) y edema.
En casos graves puede registrarse fiebre y signos clínicos de toxicidad.
La infección puede causar supuración y ser potencialmente peligrosa, principalmente a causa de la elevada permeabilidad del tejido umbilical.
Entre los factores de riesgo identificados de esta dolencia se encuentran:
- peso reducido del bebé al nacer,
- bebé de sexo masculino,
- trabajo de parto prolongado y
- ruptura anticipada de membranas.

## Manifestaciones clínicas
Al igual que ocurre con otras infecciones bacterianas, la onfalitis es más común en aquellos pacientes que padecen una deficiencia o debilidad de su sistema inmunológico o que se encuentran hospitalizados y son tratados mediante procedimientos invasivos. Por lo tanto, los bebés prematuros, enfermos con otras infecciones tales como infección de la sangre (sepsis) o neumonía, o con inmunodeficiencias posee un riesgo más elevado. Los bebés con sistemas inmunológicos normales tienen mayor riesgo de padecer esta infección si han sufrido trabajos de parto prolongados, si el nacimiento se complicó por infección de la placenta (corioamnionitis), o han llevado puesto un catéter umbilical.
Desde un punto de vista clínico, los neonatos con onfalitis dentro de las dos primeras semanas de vida muestran signos y síntomas de infección (celulitis) alrededor del cordón umbilical (enrojecimiento, aumento de la temperatura, hinchazón, dolor), salida de pus del cordón umbilical, fiebre, ritmo cardíaco elevado (taquicardia), baja presión sanguínea (hipotensión), somnolencia, dificultades para alimentarse, y piel amarillenta (ictericia). La onfalitis puede evolucionar rápidamente a sepsis y convertirse en una infección grave con amenaza para la vida. En efecto, aun en casos de onfalitis sin presencia de infecciones más serias tales como fascitis necrotizante, la mortalidad es elevada (del orden del 10 %).

## Prevención
Un elemento muy importante de prevención es la correcta desinfección del ombligo. Aun así, no está del todo claro que sea adecuado aplicar antisépticos directamente al ombligo del recién nacido. Incluso recientemente hay estudios que recomiendan no aplicar ningún producto y dejar secar y caer el cordón de manera natural.
Por ello es importante mantener el cordón umbilical limpio y seco, enrollándolo con una gasa limpia todos los días o cada vez que se ensucie y tomando precaución para evitar que se contamine con orina o heces. El cuidado se debe prolongar algunos días después de que se cae el cordón umbilical hasta que el ombligo cicatrice completamente.

### Investigación
Un estudio sobre prevención de onfalitis a lo largo de 10 años, comparando el uso de ácido salicílico frente a la clorhexidina, demostró que a pesar de ambas sustancias son efectivas, la clorhexidina retrasaba hasta 9 días la caída del cordón.
Otras investigaciones arrojan que el uso de la clorhexidina al 4 % para limpieza normal del cordón umbilical es altamente efectivo para reducir el riesgo de onfalitis,
Este dato puede ser especialmente valioso tenerlo en cuenta en zonas de pobreza donde los servicios de salud son muy escasos.
Estudios recientes que han comparado la eficacia de varias medidas (uso de alcohol o ácido salicílico frente a higiene básica hasta que el cordón caiga por sí solo) han demostrado la efectividad del ácido salicílico.
Desde 2003 se comenta el uso en buena medida de la violeta de genciana.[cita requerida]
Hay un informe que menciona la inocuidad del uso de leche materna.
En Italia se mostró que el uso de sustancias naturales como el árnica ―de muy bajo costo― no solo disminuye el riesgo de infecciones sino que contribuye a la separación del cordón en un 89 % aproximadamente en los primeros 4 días hasta un 96 % en los primeros 6 días.

## Tratamiento
Por lo general los casos leves son tratados con antibióticos en uso tópico (uso local y externo), mientras que en aquellos casos de infecciones de cierta magnitud se ha de recurrir a antibióticos intravenosos.